# Michelle Goos
Michelle Goos (født 27. december 1989 i Amsterdam) er en hollandsk håndboldspiller, som spiller for Buxtehuder SV og det hollandske landshold.